# Tolk
Tolk es un municipio situado en el distrito de Schleswig-Flensburgo, en el estado federado de Schleswig-Holstein (Alemania). Tiene una población estimada, a fines de 2023, de 1049 habitantes.